# Anton Peinkiher
Anton Peinkiher, slovenski častnik kopenske vojske, obveščevalni častnik, varnostni manager in gospodarstvenik, * 1. oktober 1960, Nadole.
Leta 1979 je končal Vojaško gimnazijo FRS v Ljubljani, leta 1983 je šolanje končal v Centru vojaških šol v Beogradu, Vojaško akademijo kopenske vojske, od tega leta častnik JLA zaposlen v enoti JLA za elektronsko izvidništvo (Ei) v Ljubljani, 1984 končal šolo za obveščevalne častnike Ei v Obveščevalno varnostnem šolskem centru v Pančevu in druga specialistična usposabljanja za obveščevalno delo v okviru JLA. 
Od januarja leta 1990 je sodeloval pri zagotavljanju obveščevalnih, protiobveščevalnih ter vojaških nalog za potrebe Republike Slovenije. Veteranski status udeležencev vojne za Slovenijo priznan od 17.05.1990 (datum začetka delovanja vlade), do 18.07.1991. JLA zapustil na svojo zahtevo 31.05.1991, v RSLO RS se zaposlil 01.06.1991 v Varnostnem organu (VOMO) RSLO, takratne oblike vojaške obveščevalno varnostne službe RS, na mestu vodje analitike in obveščevalnega dela. Bil ključni organizator za Ei VOMO in v kasnejših organizacijskih oblikah vojaške obveščevalno varnostne službe. 
Junija 1991 je v okviru svojih zadolžitev in pristojnosti vodje analitike večkrat pisno in ustno predstavil enoznačno napoved razvoja dogodkov ob osamosvajanju RS, ministru za obrambo Janezu Janši in njegovemu namestniku Miranu Bogataju, s katerimi enotami (tudi s tankovskimi) iz katerih vojašnic in s katerimi cilji, katerega dne bo JLA intervenirala v cilju zavarovanja jugoslovanskega režima na državnih mejah v zgodnjih jutranjih urah po dnevu proslavljanja osamosvojitve. Janša in Bogataj te napovedi razvoja dogodkov ob samem aktu osamosvajanja nista hotela upoštevati, zadnja predstavitev napovedi je bila Janši in Bogataju na njuno zahtevo 24.06.1991, v večernih urah v objektu MORS na Župančičevi ulici v Ljubljani.
Dne 27.06.1991 ob 02.45 je kot dežurni VOMO MORS prvi obvestil Republiško koordinacijo RS, o izhodu tankovske enote 1.okbr JLA iz Vrhnike proti Ljubljani. Ob prvem klicu na Republiško koordinacijo o izhodu tankov iz Vrhnike, dežurni v tem organu niso hoteli verjeti temu obveščevalnemu sporočilu in šele po takojšnjem preverjanju tega podatka na postaji milice na Vrhniki, ki je potrdila informacijo o izhodu tankov iz vojašnice, so v Republiški koordinaciji šele verjeli obveščevalnemu podatku iz VOMA in sprožili obveščanje oblasti RS o začetku sovražnosti z JLA.
Zraven svojih pristojnosti in zadolžitev na področju analitike in celotnega obveščevalnega področja službe (uspešna preprečitev tajne hrvaške vojaške akcije zasedbe vojaškega objekta za Ei na Trdinovem vrhu), je po potrebi izvajal tudi zahtevnejše varnostne in protiobveščevalne naloge, kot je rešitev ogroženosti RS v novembru 1991, ko sta bila iz logistične enote MORS ukradena dva ročna lanserja in dve sodobni protiletalski raketi IGLA dosega do 5.000 m. Zaradi velike teroristične ogroženosti zračnega prometa v Sloveniji je bil do najdbe raket zaprt zračni prostor v državi. Državni vrh je v rešitev varnostne krize nujno mobiliziral vse varnostne potenciale države (policijo, kriminalistično službo, VIS in tedanjo VI. Upravo MORS) za najdbo raket ali zanesljivih podatkov, da teh raket ni več v Sloveniji, oziroma, da ni več neposredne teroristične - varnostne ogroženosti za zračni promet. Od vseh varnostnih resursov celotne države je to veliko varnostno grožnjo za državo v 10 dneh uspešno rešil vrh obveščevalnega oddelka VI. Uprave MORS pod vodstvom imenovanega ob sodelovanju mreže zunanjih sodelavcev in na MORS pripeljal nepoškodovana lanserja in obe raketi. Tedanji minister Janša ni verjel, da sta lanserja in raketi v posesti MORS dokler se ni osebno prepričal o istovetnosti lanserjev in raket na osnovi serijskih številk posameznih kosov orožja. Leta 1992 je imenovani prejemnik Častnega znaka svobode Republike Slovenije za izjemne zasluge pri obrambi svobode in uveljavljanju suverenosti Republike Slovenije.
Od 1994 zaposlen v Centru za strateške študije MORS, do leta sodeloval s strani MORS pri OVSE s sedežem na Dunaju pri stabilizaciji varnostnih in drugih razmer v BiH. Objavljal tudi številne članke in intervjuje na temo varnosti Balkana in s področja civilno-vojaških odnosov. Leta 1997 na FDV Univerze v Ljubljani dosegel znanstveni naziv magister znanosti s področja sociologije, magistrska naloga na temo civilno vojaških odnosov v Sloveniji 1991-1997 je empirično proučila tedanje nedemokratične civilno-vojaške odnose v Sloveniji za navedeno obdobje. 
V letu 2000 na svojo zahtevo zapustil MORS in se zaposlil v gospodarstvu, kjer je delal v več podjetij, od največjega slovenskega podjetja Mercator do nazadnje Turističnega podjetja Adria d.o.o., na managerskih delih in zadolžitvah. Pridobil licenco za varnostnega managerja in detektiva ter tudi delal kot varnostni manager v gospodarstvu in zasebno ob delu kot detektiv. 
V obdobju 1983 - 2000 bil zaposlen v vojaških in obrambnih ustanovah, kasneje ves čas v gospodarstvu, nikdar zaposlen v civilni obveščevalno varnostni službi (SDV - UDBA, VIS, SOVA) ali v nekdanji varnostni službi JLA (Organi varnosti JLA, nekdanji KOS - Kontra obaveštajna služba do 1955), niti kot rezervist ali kot zunanji registriran ali neregistriran sodelavec nobene od navedenih tajnih služb.
V javnosti večkrat objavlja inicijative za spremembe v družbi in državi, s ciljem zagotavljanja doseganja delovanja pravne države, večje gospodarske in socialne uspešnosti. Na področju volilne zakonodaje vztraja pri uvedbi zakonske obvezne volilne udeležbe za zagotovitev demokratičnosti in legitimnosti volitev in možnosti uveljavitve novih političnih strank in politikov. Na področju vojaške obrambe in organiziranosti že več let vztraja na ponovni vzpostavitvi naborniškega sistema ter s tem zagotovitve dovolj velike strateške vojaške rezerve in vojaških kadrovskih potencialov za uspešno vojaško obrambo v vojnih in kriznih razmerah Republike Slovenije. Prav tako vztraja na uveljavljanju slovenske avtonomne vojaške vede in veščine v okviru slovenske vojaške izobraževalne ustanove. Kot civilno družbeni aktivist se zavzema za učinkovito in racionalno delovanje države, spoštovanja človekovih pravic in za zmanjšanje vpliva nasilja vseh oblik in pojavov na vsakdanje življenje državljanov, družbe in države, skrb za ohranitev zdravega okolja in spoštovanje družbenih ter naravnih zakonitosti za obstoj planeta in človeka.

## Odlikovanja in nagrade
Leta 1992 je prejel častni znak svobode Republike Slovenije z naslednjo utemeljitvijo: »za izjemne zasluge pri obrambi svobode in uveljavljanju suverenosti Republike Slovenije«.